# Societatea Farsharotu
Societatea Farsharotu (în engleză Society Farsharotu, în aromână Sutsata Fãrshãrotu, în română Societatea Fărșărotul), oficial Aromanian Cultural Society Farsharotu (în română Societatea Culturală Aromână Farsharotu), este o organizație neguvernamentală a aromânilor din Statele Unite ale Americii, cu sediul în orașul Trumbull⁠(d) din Connecticut. Aromânii sunt un grup etnic balcanic răspândit în mai multe țări din regiune, precum Albania, Bulgaria, Grecia, Macedonia de Nord, România și Serbia. Fostul nume complet al organizației a fost „Romanian Cultural and Benevolent Society Farsarotul” (în română Societatea Română de Ajutor și Cultură „Fărșărotul”).

## Istoric

### Înființare
Situația grea a aromânilor la sfârșitul secolului al XIX-lea și începutul secolului al XX-lea, cauzată de situația social-politică instabilă și de încercările de grecizare⁠(d), a determinat un val puternic de emigrație: astfel, un număr mare de aromâni au emigrat în România și un număr mai mic a plecat în America. Primii aromâni au emigrat în America în jurul anului 1900 și, întâmpinând dificultăți, au dorit să se ajute unii pe alții, precum și pe noii veniți. Au fost formate astfel cinci comunități de aromâni la New York, Woonsocket⁠(d) (Rhode Island), Bridgeport (Connecticut), Boston (Massachusetts) și Manchester (New Hampshire). Membrii acestor comunități proveneau de pe teritoriile actualelor state Albania, Grecia (regiunea nordică) și Serbia.
Societatea „Fărșărotul”, care este astăzi cea mai veche și cea mai mare organizație aromână din Statele Unite ale Americii, a fost înființată oficial la 13 septembrie 1903 la New York de un grup de imigranți aromâni, condus de Nicolae Cican. Membrii fondatori erau un grup de tineri aromâni fărșeroți, printre ai cărui membri se numărau Nicolae Cican, Spiru Cican, Nasta Cican, Dina Cican, Hrista L. Carabina, Dimitri St. Carabina și Ilie Culetsu. Fărșeroții sunt un subgrup de aromâni, al căror nume vine de la satul Frashër din Albania. Societatea avea inițial un scop de binefacere și purta inițial numele Societatea Română de Ajutor și Cultură „Speranța”.
Nicolae Cican, fondatorul societății, era unul dintre primii fărșeroți care au venit în America. El absolvise cursurile Liceului Românesc din Bitola și a renunțat să-și mai continue studiile și a emigrat la începutul secolului al XX-lea pentru a scăpa de necazurile din țara sa de origine și a-și ajuta numeroasa sa familie. Nu cunoștea limba engleză și a întâmpinat la început mari greutăți, negăsind aici niciun conațional care să-l ajute. Ulterior, un număr mare de fărșeroți originari din localitățile Corcea, Pleasa⁠(d) și Dishnica⁠(d) (regiunea Korçë) au emigrat în America. După înființarea societății, Cican a început să-i ajute pe nou-veniți, oferindu-le gratuit cazare, mâncare și îmbrăcăminte, și a încercat chiar să le găsească de lucru. Fărșeroții deveneau membri ai societății, iar societatea trimitea o mare parte din venitul ei anual familiilor sărace din regiunea de origine a imigranților.

### Dezvoltare
Întors în America după o călătorie în Europa, Nicolae Cican s-a stabilit în St. Louis (Missouri), unde locuiau atunci mulți fărșeroți. O adunare generală a societății a avut loc în 15 octombrie 1904 la St. Louis, în urma căreia a fost înființată prima filială locală a Societății. Veniturile Societății au început să crească, iar la 10 decembrie 1906 Societatea „Speranța” și-a schimbat oficial numele în Societatea Română de Ajutor și Cultură „Fărșărotul”, înglobând numele subgrupului etnic din care făceau parte fondatorii, folosit și pentru aromânii din Epir. În următorii doi ani au fost înființate filiale în North Grosvenordale⁠(d) și Bridgeport (ambele din Connecticut), iar în 1908 în Woonsocket⁠(d), Central Falls⁠(d) (ambele din Rhode Island) și San Francisco (California). Astfel, la sfârșitul anului 1908 existau șapte filiale active ale Societății, inclusiv sediul din New York. Societatea a fost înmatriculată la 22 decembrie 1909 în statul New York. Un val puternic de imigrație aromână în America a avut loc din 1909 până în 1915.
În 1909 a avut loc o sciziune din motive necunoscute, care a continuat pe parcursul următorilor șapte ani. În acest timp, sediul Societății a fost mutat de la New York la Woonsocket în martie 1913, iar o adunare generală a fost organizată în 14 septembrie 1913, fără a reuși să rezolve acel conflict. Membrii Societății au desemnat o comisie, care s-a întrunit la 17 iunie 1916, iar reprezentanții filialelor (printre care Dimitrie Simu din Bridgeport, Hrista Vasilescu din North Grosvenordale, George Shanazu din St. Louis și Spiru Mushi și Ioan Popescu de la Woonsocket) au încheiat un raport pe 24 iunie 1916, care punea capăt disputei și decidea ștergerea tuturor referirilor la ea din Arhivele Societății.
Societatea a continuat să se dezvolte în anii următori, iar numărul membrilor a crescut la 201 în 1909 la 400 în 1919, ceea ce a contribuit la sporirea activelor financiare și la continuarea eforturilor de ajutorare a persoanelor de origine aromână din diferite țări. În anul 1918, când activele societății erau de 6.025 de dolari, s-a decis să se plătească o indemnizație de deces familiei oricărui membru care a decedat. O mare parte a fondurilor societății au fost donate pentru ajutorarea văduvelor, orfanilor și invalizilor, pentru finanțarea reparării de școli (Corcea, Pleasa și Nevesca) și construirii de biserici pentru aromânii din întreaga lume (Corcea, Nevesca, Frașari, Woonsocket, Bridgeport, Southbridge⁠(d), Manhattan și Worcester) și pentru sprijinirea aromânilor ale căror case au fost distruse de incendii (Frașari). Criza economică din perioada 1929–1933 și dificultățile ulterioare au afectat activitatea societății: numărul membrilor a scăzut până la 141 (în 1936), veniturile financiare s-au redus, filialele din Central Falls și San Francisco și-au întrerupt activitatea, iar cea din St. Louis a ajuns aproape să nu mai aibă membri, dar, cu toate acestea, Societatea a inițiat un program de împrumuturi destinate membrilor la dobânzi foarte mici (care uneori nici măcar nu mai erau solicitate). În ultima parte a anilor 1930 numărul membrilor a crescut ușor la 151 (1941) și apoi la 300 (1943), în urma unei campanii active de recrutare.

### Ajustări
În timpul celui de-al Doilea Război Mondial Societatea a investit 4.070 de dolari în obligațiuni de război, intenționând să mai investească alți 2.000 de dolari, iar aproximativ 160 de fii ai membrilor și foștilor membri au fost înrolați în Armata Americană. Personalul societății era format în anul 1945 din următorii: Ilie Bici (președinte), George Gecca (vicepreședinte), Nicolae S. Balamaci (secretar), Nicolae Gassey (secretar asistent), Hrista Cordista (trezorier), Christy Batsu (trezorier asistent), Tasiu D. Tasi (auditor), Dimitrie Celea, Nicolae V. Balamaci și Nicolae Stambelu (membri ai consiliului), Louis N. Cipu și Atanase Babu (membri ai comitetului executiv).
Plata cotizațiilor a fost suspendată în anii celui de-al Doilea Război Mondial pentru membrii înrolați, iar victoria Aliaților a fost sărbătorită de societate printr-un bal organizat pe 4 mai 1946 la Paramount Mansion din New York. În anii 1950 mai funcționau doar cinci centre: sediul central de la New York și filialele din Woonsocket, Bridgeport, North Grosvenordale și St. Louis, dar, cu toate acestea, Societatea a continuat să-și mărească activele în anii 1960 prin cotizații și donații.
Schimbările demografice și americanizarea aromânilor a determinat efectuarea unor ajustări în anii 1970: traducerea statutului în limba engleză în 1974, mutarea sediului Societății de la New York la Bridgeport, unde se afla cea mai mare comunitate de aromâni, și revizuirea statutului în 1979 prin desființarea filialelor locale în scopul unei funcționări mai eficiente a organizației. În urma acestor ajustări, numărul membrilor Societății a crescut de la 168 în 1974 la 260 în anul 1989.
În 2021 societatea și-a schimbat ortografia numelui din „Fărșărotul” în „Farsharotu” pentru a reflecta pronunția lui în limba engleză.

## Activitate
Societatea „Fărșărotul” avea la început două obiective: unul umanitar (ajutorarea aromânilor veniți în America, a văduvelor, orfanilor, invalizilor și săracilor care au rămas în Europa, precum și construirea de școli și biserici în satele lor de origine) și altul cultural (conservarea culturii aromâne prin organizarea unor activități culturale). Orientarea societății s-a schimbat în timp: deși a fost fondată de fărșeroți, ea este deschisă acum tuturor aromânilor, indiferent de locul de origine, țara de reședință sau ideologie politică.
Începând din 1987 societatea publică de două ori pe an⁠(d) un buletin informativ⁠(d) intitulat The Newsletter of the Society Farsharotu (în română Buletinul informativ al Societății Farsharotu). El este disponibil pe site-ul asociației. Primul număr al buletinului a fost publicat în aprilie 1987 și a fost dedicat fondatorului Societății Farsarotul, Nicolae Cican, iar articolele publicate au prezentat începuturile și evoluția Societății Farsarotul. Societatea intenționa să extindă aria tematică a buletinului în numerele ulterioare și să publice articole și eseuri despre cultura și comunitatea aromână, scrise de savanți și membrii comunității, precum și știri și interviuri de interes.
Societatea „Farsharotu” desfășoară în prezent cercetări științifice cu privire la aromâni și limba aromână și colectează cărți, filme, fotografii, înregistrări muzicale și suveniruri despre acest grup etnic. În plus, ea mai deține o bibliotecă, o arhivă foto și un mic muzeu în Connecticut care este destinat atât membrilor comunității, cât și restului publicului.